# Litoria amboinensis
Litoria amboinensis – gatunek płaza bezogonowego z podrodziny Pelodryadinae w rodzinie rzekotkowatych (Hylidae). 

## Występowanie
Stworzenie to występuje na Nowej Gwinei (zarówno w części należącej do Indonezji, jak i Papui-Nowej Gwinei), a także na indonezyjskich wyspach Ambon, Misool i Seram. Jego zasięg występowania obejmuje kilka obszarów chronionych.
Zwierzę preferuje tereny nizinne, nie spotyka się go powyżej 700 metrów nad poziomem morza.
Jego siedlisko stanowią głównie lasy tropikalne, pierwotne, jak i zdegradowane działalnością ludzką; poza lasami występuje rzadziej.

## Rozmnażanie
Gatunek wymaga do rozrodu zbiorników wodnych, przy czym wybiera do tego celu zarówno zbiorniki istniejące cały rok, jak i okresowe.

## Status
IUCN określa trend liczebności gatunku jako stabilny, nadmieniając też, że występuje on licznie.
Ze względu na szeroki zasięg występowania nie jest on obecnie zagrożony wyginięciem.